# Marcha de la Diversidad de Monterrey
La Marcha de la Diversidad de Monterrey es una manifestación del orgullo LGBT que se celebra de forma anual desde 2001 en la ciudad mexicana de Monterrey, Nuevo León, con el objetivo de exigir igualdad de derechos para las poblaciones LGBT.
Se destaca del resto por haber iniciado fomentada por asociaciones civiles que buscaban discutir el acceso a la salud (física y psicológica) para personas LGBT.

## Antecedentes
La primera marcha LGBT en México ocurrió en 1979 en la Ciudad de México. Desde entonces hasta el cambio de milenio la lucha por los derechos LGBT+ habían avanzado intelectualmente al desarrollar entre la comunidad LGBT la idea de aceptación y visibilización. Sin embargo sería el cambio de régimen gubernamental (de la hegemonía de 70 años del PRI al PAN en las elecciones del año 2000) lo que permitió que ciudadanos regionales alzaran la voz en protestas sociales.
Durante la década de los 90, Nuevo León sufría constantes represiones policiales y discriminación social contra la comunidad LGBT. En ese contexto la regiomontana Mariaurora Mota regresaba a México después de haber ejercido como ingeniera en el extranjero. El salir al extranjero le permitió un trabajo de autodescubrimiento que consolidó en 1995 cuando llegando a la Ciudad de México se redefinió como bisexual y buscó luchar en favor de los derechos LGBT+ desde la capital.
Así fue como llegó con las feministas Alicia Aguilera, Sandra Arenal y María Elena Chapa. Mariaurora se acercó al activismo LGBT desde el feminismo, de la mano de Católicas por el Derecho a Decidir. Así creó en 1995 el grupo ProSalud Sexual y Reproductiva AC, con el fin de difundir los derechos de las mujeres y fomentar la resistencia de la diversidad sexual ante la desinformación sexual. Posteriormente al volver a Monterrey, fundó en 1998 "Género, Ética y Salud Sexual A.C." GESS
En Monterrey ya había grupos feministas, pero Mariaurora era la única bisexual pública (políticamente lesbiana al contraer matrimonio con Luz Garibay) en el movimiento regiomontano. Así se volcó plenamente en la defensa de los derechos LGBT por medio de su organización.  Fue Alfonso Torres quien junto con un grupo organizado llamado "Comité Ciudadano Lésbico/Gay, Bisexual, Transgénero, Heterosexual" e "Identidad Saludable A.C." planeó realizar una primera marcha en 2001, pero antes del evento enfermó y la responsabilidad de la organización recayó en Mariaurora.

## Primera marcha
A la par con los movimientos sociales que surgían con el transito al periodo democrático mexicano, el GESS buscó realizar una primera manifestación públicamente LGBT+ en Nuevo León. En ese entonces, Mariaurora contaba que el organizador de la marcha de Tijuana llegó a decirle "La marcha es el termómetro de lo que hiciste todo el año: si la gente no sale, es porque no trabajaste, no hubo empoderamiento".
La marcha se anunció por medio de volantes que con una ilustración del cerro de la silla convocando a "MONTERREY. Marcha por los derechos de todas y todos". Aquella primera marcha se realizó el 26 de mayo de 2001, partiendo del Ángel de la Independencia (En la esquina de Montemayor y Madero) a las 16:00h.
La manifestación inició en el monumento gritando consignas con un megáfono. Tuvo un recorrido largo hasta la Explanada de los Héroes en el centro de la ciudad. En aquel entonces asistió un aproximado de 200 personas gritando consignas como "Ser gay no es perversión", "No somos delincuentes" y "Alto inmediato a las detenciones y abusos de la Policía Regia"
Se sabe que debido a la represión y discriminación, los pocos asistentes decidieron acudir con disfraces y máscaras para ocultar su identidad. Al llegar a la Explanada, se leyó el discurso de posicionamiento.
Desde entonces, la marcha se ha consolidado como un movimiento civil organizado que busca visibilizar y defender los derechos de las minorías sexuales, tales como la no discriminación y el derecho a formar familias sin distinción por orientación sexual.

## Ediciones

### 16 de junio de 2007
Cambia su nombre por "Marcha de la Diversidad Monterrey"

### 15 de junio de 2013
En la marcha participó el Cónsul de Estados Unidos, Joseph Pomper.

### 18 de junio de 2022
Es la primera vez que, inéditamente, la marcha es encabezada por funcionarias estatales con una participación de entre 55 y 100mil participantes.

## Legado
La marcha permitió que apenas unos meses más tarde se celebrara en la ciudad de Monterrey, el "I Congreso Mexicano de Historia de la Comunidad Lésbica, Gay, Bisexual, Transgénero y Travestí LGBTT" que ocurrió el 21 y 21 de octubre de 2001. De hecho la Iglesia de la Comunidad Metropolitana de Monterrey publicó algunos de los artículos presentados.
A la par con el congreso y previo al día de muertos, se realizó en la ciudad una Caminata Silenciosa en Conmemoración de los Muertos por SIDA que tuvo lugar el 2 de noviembre de 2001.
La edición número XXI, celebrada en 2022, reunió, según El Universal, 15 mil personas, mientras El Norte hablaba de un estimado de 100mil participantes.
A lo largo de sus más de veinte ediciones, la marcha ha contado con la participación de figuras públicas del ámbito político y del entretenimiento, como el alcalde de Monterrey, Luis Donaldo Colosio Riojas,la Burrita Burrona, Jhonny Caz, Mariana Rodríguez Cantú, coordinadora de "Amar a Nuevo León", y representantes del colectivo Regias del Drag, así como la activista Paty Quiroga. 
Además de la manifestación en sí, la marcha incluye actividades culturales como presentaciones artísticas, la entrega de los premios Amelio Robles, exhibiciones de banderas gigantes representativas de los colectivos LGBTTTIQ+, y carros alegóricos.